# リブロ
株式会社リブロ（英: LIBRO CO., LTD.） は、かつて東京都豊島区東池袋に本社を置いていた中規模書店チェーンである。セゾングループを率いた堤清二が創業に関わり同グループにおけるの文化戦略の一翼を担った。2003年7月に日本出版販売（日販）傘下となる。
書店経営に逆風が吹く中、経営基盤を強化するとともに店舗経営などを効率化するため、2018年9月1日付で同じく日販傘下でオリオン書房を運営する万田商事株式会社を存続会社として株式会社あゆみBooksとともに合併。株式会社リブロプラスとなった。店舗におけるリブロの商号は引き続き使用されている。2023年10月1日にはブラス株式会社が、株式会社リブロプラスと株式会社Y・spaceを吸収合併、ブラス株式会社をNICリテールズ株式会社に社名変更した。
韓国には同名・同業種の「BOOKS LIBRO」が存在するが、本項のリブロとは無関係な会社である。

## 歴史

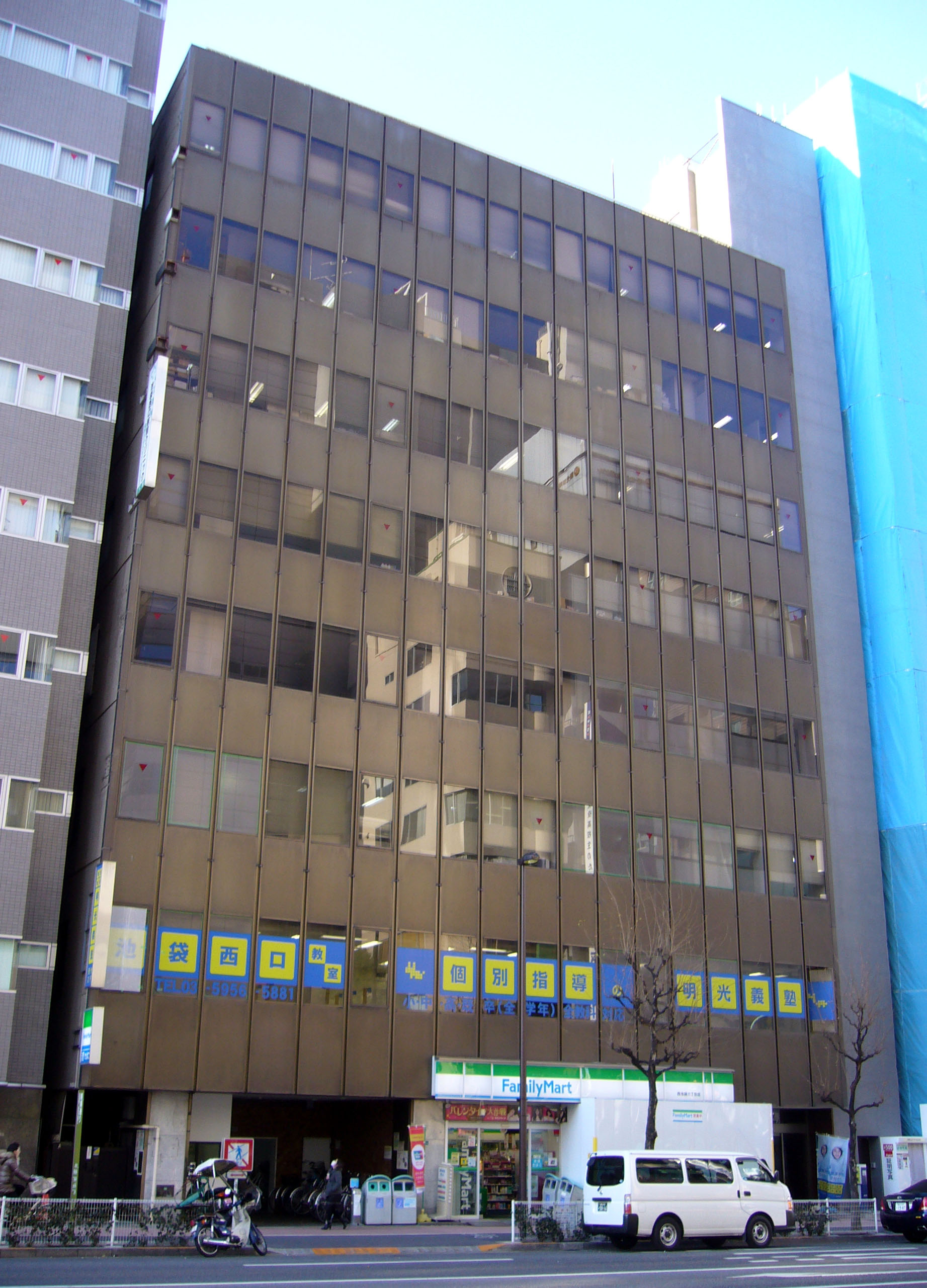
本社が2013年9月まで入居していた明光ビル

1970年代の池袋は、思想・社会系で優れた品揃えをする駅西口の芳林堂書店（閉店）や、東口駅前（南池袋）に店構えした法律・経済系に強い老舗新栄堂書店（東口駅前店は閉店したが、南池袋にて小規模継続営業中）など、多くの書店が競合していた。そのような中、堤清二宛に「文化を標榜している西武流通グループがなぜ自分の力で書店をつくろうとしないのか。」との主旨がしたためられた手紙が届いた。それを読んだ堤は自前で書店を立ち上げることを決意し、1975年9月、西武百貨店池袋店の第9期増床を契機に11階に300坪の西武ブックセンター（西武百貨店書籍部）が誕生した。百貨店テナントとして歴史も人材も持たぬところからのスタートであった。1979年12月には、人文科学・芸術・児童書分野で専門的特色を活かすため設立された出版社「リブロポート」が発足している。
1985年6月、セゾングループの総合力を結集し、文化情報部門における書籍販売の専門会社として「リブロ」が資本金1億円で設立され、初代社長には小川道明が就任。同年7月から西友の多角化事業の一環で発足したファミリーマートへの商品供給や、同年9月より西武百貨店の書籍売場をリブロとして営業を開始した。1988年度の売上は166億4200万円となり三省堂書店を超えて、日経流通新聞専門店ランキングでは第5位となった。
書店業界も小売り一般と同様、営業規模がものを言う大規模化・チェーン化の道を辿り、1997年には近畿地方に地盤を持つジュンク堂書店が池袋店（当時関東最大級）を出店し、商戦の激化に拍車がかかった。
1998年、西武百貨店の書籍販売事業としてスタートしたリブロは、西友からパルコに経営権が移り、2003年7月には日販がリブロの株式90%をパルコから取得した。これによって、リブロはセゾングループから外れ、2000年代中頃には、同系列・同業種だったパルコブックセンターと経営統合を行っている。

## 店舗
1985年7月からファミリーマートへの商品供給を開始。同年9月、西武百貨店10店舗（池袋・渋谷・有楽町・船橋・筑波・静岡・浜松・大津・八尾・塚新）の書籍売場がリブロとして営業を開始した。
1986年8月には浅草ROXにグループ外第1号店浅草店を出店。同年9月より西友4店舗（藤沢・甲府・前橋・郡山）での営業を開始。同年11月には錦糸町西武に出店した。
1987年3月には西友5店舗（函館・三軒茶屋・大森・ひばりヶ丘・小手指）の営業を開始し、同年4月には光が丘西武へ出店した。
1988年3月に川崎西武、同年4月に水戸西武にそれぞれ出店し、同年9月に西友8店舗（福生・河辺・朝霞・新上福岡・横須賀・二俣川・浦安・行徳）の営業を開始。
1989年9月にはams宇都宮で営業開始するとともに、同年10月には西武百貨店池袋店の新Ⅰ期計画に伴い、SMA館に西武美術館ともどもリフレッシュオープン。SMA館では文学・専門書ゾーンと芸術ゾーンの地下1階と雑誌・生活・学習参考書などの地下2階で構成された。
1990年初頭段階では、西武百貨店11店舗、西友20店舗、ほかに浅草店・宇都宮店の計33店舗で営業を展開したほか、ファミリーマートの関東・中部・関西・中国・九州の742店舗へも商品を供給していた。

### 日販傘下後
日販傘下後は、各地の大型商業施設への出店を進め、郊外型店舗ではイオングループのショッピングセンター、また都市型店舗では九州・熊本市の県民百貨店（旧・くまもと阪神）や沖縄県那覇市のパレットくもじ〔リウボウ〕へも出店も図った。
2015年7月20日の営業をもって、西武池袋本店 書籍館・別館に所在した本店を閉店した。この閉店は「通常のテナント契約の満了」とされていたが、西武百貨店の後身であるそごう・西武の親会社であるセブン&アイ・ホールディングスを率いていた当時の鈴木敏文会長が、日販と競合するトーハン出身であったことが影響しているという見方もあった。跡地に三省堂書店池袋本店がプレオープンを経て、同年12月6日にグランドオープンしている。リブロは池袋周辺に移転先を構想したが未定となり、2022年時点でも池袋に再出店は行われていない。